# Saffron Aldridge
Saffron Aldridge (Londra, 8 dicembre 1968) è una modella e attivista britannica, nota per essere stata il volto di Ralph Lauren negli anni novanta.

## Biografia
Aldridge è nata a Parliament Hill, Londra. Suo padre è il grafico e produttore Alan Aldridge, che disegnò le cover degli album dei Beatles ed Elton John. Dall'età di otto anni cresce con la madre Rita, una casalinga, dopo la separazione dei genitori per reciproca infedeltà coniugale. I rapporti con il padre rimasero buoni ma è con la madre che instaura un legame molto solido. Suo fratello maggiore è il fotografo di moda Miles Aldridge, mentre le modelle Lily e Ruby Aldridge sono le figlie di Alan Aldridge nate dal suo secondo matrimonio.
All'età di sedici anni Saffron lascia la scuola e inizia a vendere hamburger in Camden Lock, fino a quando un cliente che di professione faceva il modello le diede il numero del suo agente alla Take Two. Un mese dopo Saffron inizia a lavorare come modella, indossando gioielli per la rivista The Field.
Lavora a Parigi per nove mesi, in seguito si sposta a New York dove il suo ragazzo, Max Wigram, la convince a presentarsi come comparsa in un servizio fotografico di Bruce Weber per lo stilista Ralph Lauren. In quell'occasione Lauren non solo la assunse nello spot, ma le propose anche di sfilare nei suoi show. Da allora la sua carriera da modella decollò, tanto che fu definita "la musa di Ralph Lauren".
Nell'ambito pubblicitario ha collaborato con diverse marche fra le quali Burberry, Gianfranco Ferré, Harrods, La Perla, Ralph Lauren, Selfridges, ed è comparsa negli editoriali di varie riviste sia italiane che internazionali, come Donna Italia e Marie Claire Brasile.
Aldridge ha dichiarato che si è sempre sentita insicura del suo aspetto, vivendo con ansia e solitudine molti dei suoi anni da modella, segnati inoltre dalla perdita della migliore amica Julie durante il naufragio del battello Marchioness sul Tamigi, e dalla morte della madre nel 1992.
Fu con la maternità che Saffron acquistò fiducia in sé stessa. All'età di ventiquattro anni dà alla luce il primo dei suoi due figli, Milo, avuto con lo scrittore e agente Simon Astaire. La loro storia presto si interruppe e si sposò con il manager Toby Constantine, dal quale ebbe il suo secondo figlio, Finn, nel 1997, ma il matrimonio durò solo cinque anni.
Oltre alla carriera come modella, Aldridge è attiva nell'ambito sociale. Nel 2001 ha creato Attraverso gli occhi di un bambino, una campagna di sensibilizzazione contro le crudeltà sui bambini realizzata in collaborazione con la Virgin Atlantic Airways e la Canon. Durante la campagna, negli aeroporti di Londra e Manchester furono offerti ai bambini delle macchine fotografiche affinché scattassero ciò che era importante per loro. Le foto furono poi esposte e vendute a un'asta di beneficenza. Al progetto parteciparono anche Gwyneth Paltrow e Hugh Grant e si raccolsero circa 150.000 sterline, quindi fu replicato negli anni seguenti a Shanghai, Delhi e in Brasile.
Nel 2012 Aldridge si è risposata con il finanziere Ian Wace, anch'egli in seconde nozze dopo aver perso la moglie ed entrambi i figli in un incidente automobilistico. Per superare il lutto Wace decise di creare ARK, un'organizzazione internazionale che raccoglie milioni di sterline ogni anno allo scopo di aiutare la salute e l'educazione dei bambini in tutto il mondo. Il progetto è gestito anche da Saffron Aldrige e sostenuto da molte celebrità inclusi i membri della famiglia reale britannica.